# Ariwara Naruchika
Naruchika Ariwara (sinh ngày 28 tháng 2 năm 1973) là một cầu thủ bóng đá người Nhật Bản.

## Sự nghiệp câu lạc bộ
Naruchika Ariwara đã từng chơi cho Shimizu S-Pulse.